# آن کاترین اریکسن
آن کاترین اریکسن (انگلیسی: Ann Cathrin Eriksen؛ زادهٔ ۹ سپتامبر ۱۹۷۱) از برندگان مدال‌های بازی‌های المپیک تابستانی و بازیکن هندبال اهل نروژ است.